# Lingua cumbrica
Il cumbrico era una lingua celtica della Britannia settentrionale, parlata dalla Scozia meridionale alla zona di Manchester, che prende il suo nome dalla regione di Cumbria. Un tempo il cumbrico veniva chiamato gallese del nord mentre il cornico era detto gallese del sud (o occidentale). 
È dibattuto se il cumbrico vada considerato una lingua a sé o semplicemente come un dialetto del gallese. Sembra che la regione settentrionale in cui il brittonico era parlato sia stata separata dai regni del Galles (regione meridionale in cui il brittonico era parlato) dopo la battaglia di Chester del 616. Questo ha fatto sì che la lingua brittonica (parlata sia in Galles che in Cumbria) si sviluppasse in due diversi modi, dando origine al gallese e al cumbrico. Il cumbrico si estinse poco dopo a causa della sottomissione della regione da parte degli Scoti e degli Anglosassoni (Northumbriani). 
Non esistono attestazioni scritte, tranne qualche sporadica indicazione in alcuni testi latini. Questa lingua deriverebbe dall'antico gallese settentrionale, che era forse imparentato con la lingua dei Pitti e forse con il cornico. È probabile, vista la collocazione della zona in cui era parlato, che il cumbrico fosse stato influenzato anche dal gaelico e dal norreno. 
Il cumbrico si estinse nell'XI secolo (anche se altri suggeriscono il XIII). Nel momento della sua massima diffusione era parlato da circa 30 000 persone. Alcuni termini di questa lingua sono sopravvissuti fino ad oggi nei numeri, nelle filastrocche, nell'onomastica dello Strathclyde, nella toponomastica dell'estrema Inghilterra nord-occidentale e della Scozia meridionale e in alcuni termini legali altomedioevali nella Scozia sud-occidentale.